# Buttenheim
Buttenheim – gmina targowa w Niemczech, w kraju związkowym Bawaria, w rejencji Górna Frankonia, w regionie Oberfranken-West, w powiecie Bamberg. Leży około 15 km na południowy wschód od Bamberga, przy autostradzie A73 i linii kolejowej Norymberga–Lipsk.

## Dzielnice
W skład gminy wchodzą następujące dzielnice:
- Buttenheim
- Dreuschendorf
- Frankendorf
- Gunzendorf
- Hochstall
- Kälberberg
- Ketschendorf bei Buttenheim
- Senftenberg
- Stackendorf
- Tiefenhöchstadt

## Demografia
| Rok  | Liczba mieszk. |
| ---- | -------------- |
| 1970 | 2619           |
| 1987 | 2786           |
| 2000 | 3092           |
| 2005 | 3442           |
| 2006 | 3306           |

## Zabytki i atrakcje
- zamek Buttenheim
- Kościół pw. św. Bartłomieja (St. Bartholomäus)
- barokowy kościół pw. św. Mikołaja (St. Nikolai) w dzielnicy Gunzendorf
- kaplica św. Jerzego (St. Georg)
- Muzeum Leviego Straussa (Levi-Strauss-Museum)
- wystawa grafiki i fotografii w budynku (Das Kleine Haus)
- wieża telewizyjna o wysokości 142 m

## Oświata
(na 1999)

W gminie znajduje się 150 miejsc przedszkolnych (ze 135 dziećmi) oraz szkoła podstawowa (15 nauczycieli, 322 uczniów).

## Osoby urodzone w Buttenheimie
- Levi Strauss – wynalzaca dżinsów

## Galeria

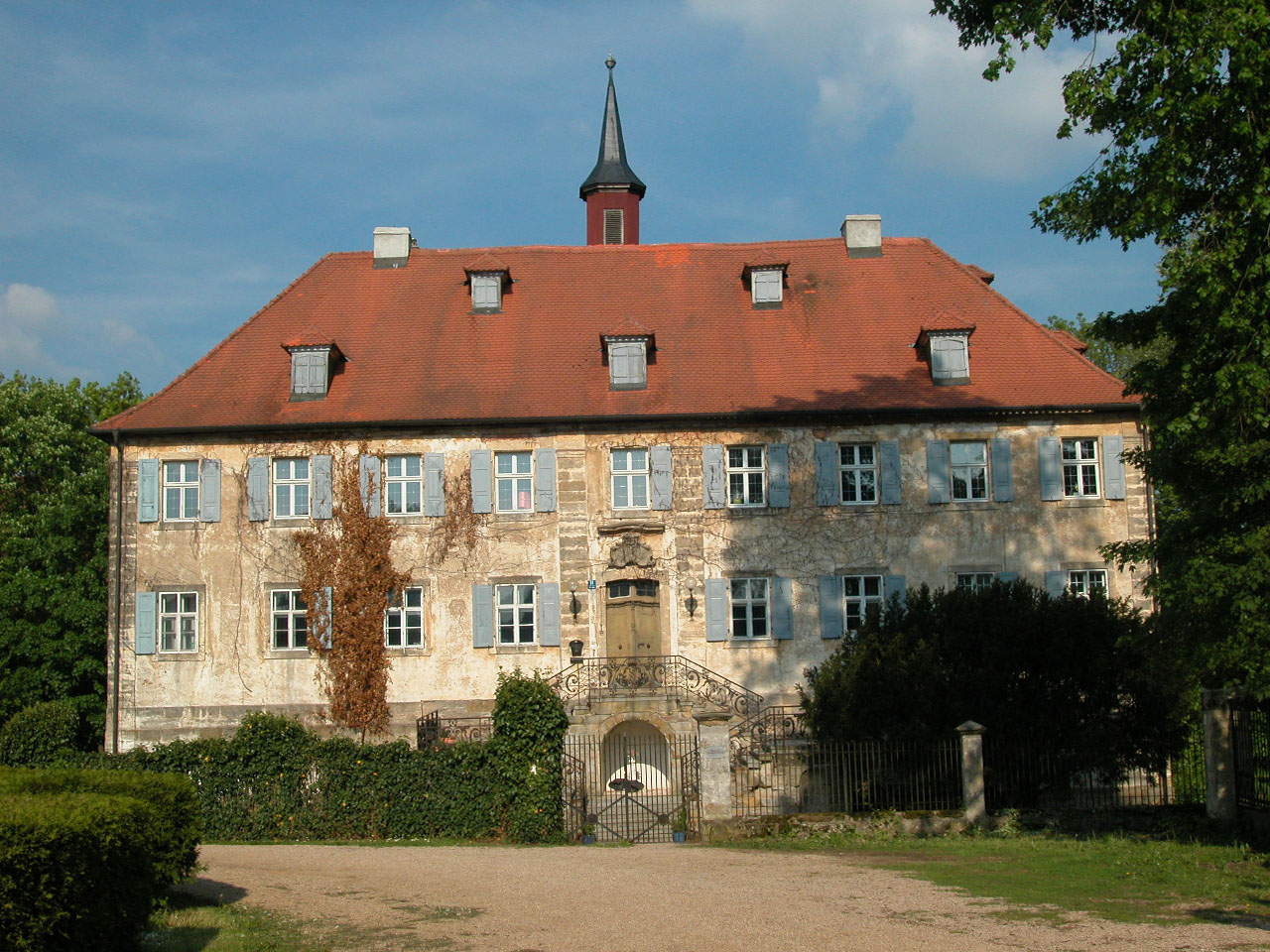
Zamek Buttenheim
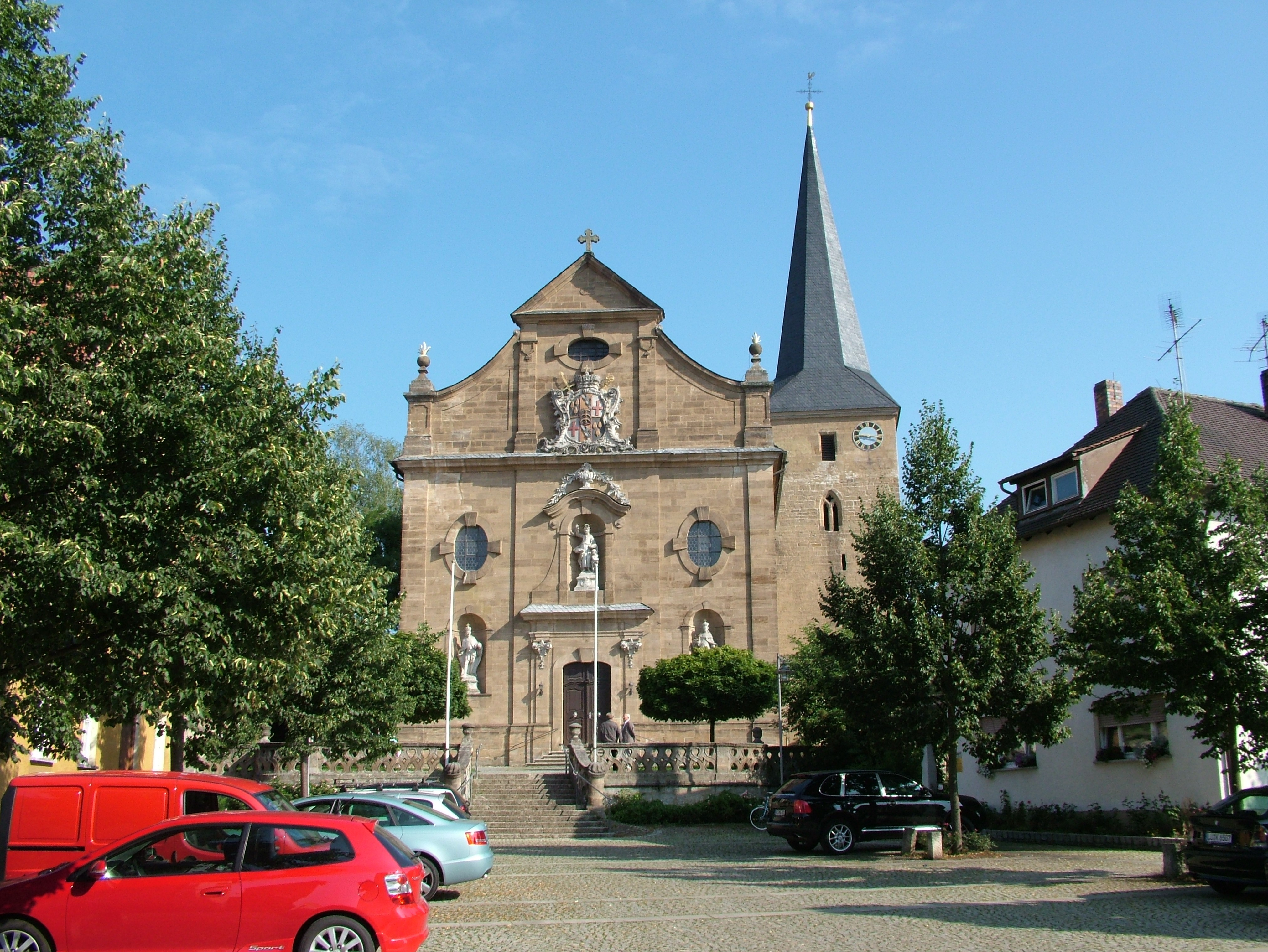
Kościół św. Bartłomieja (St. Bartholomäus)
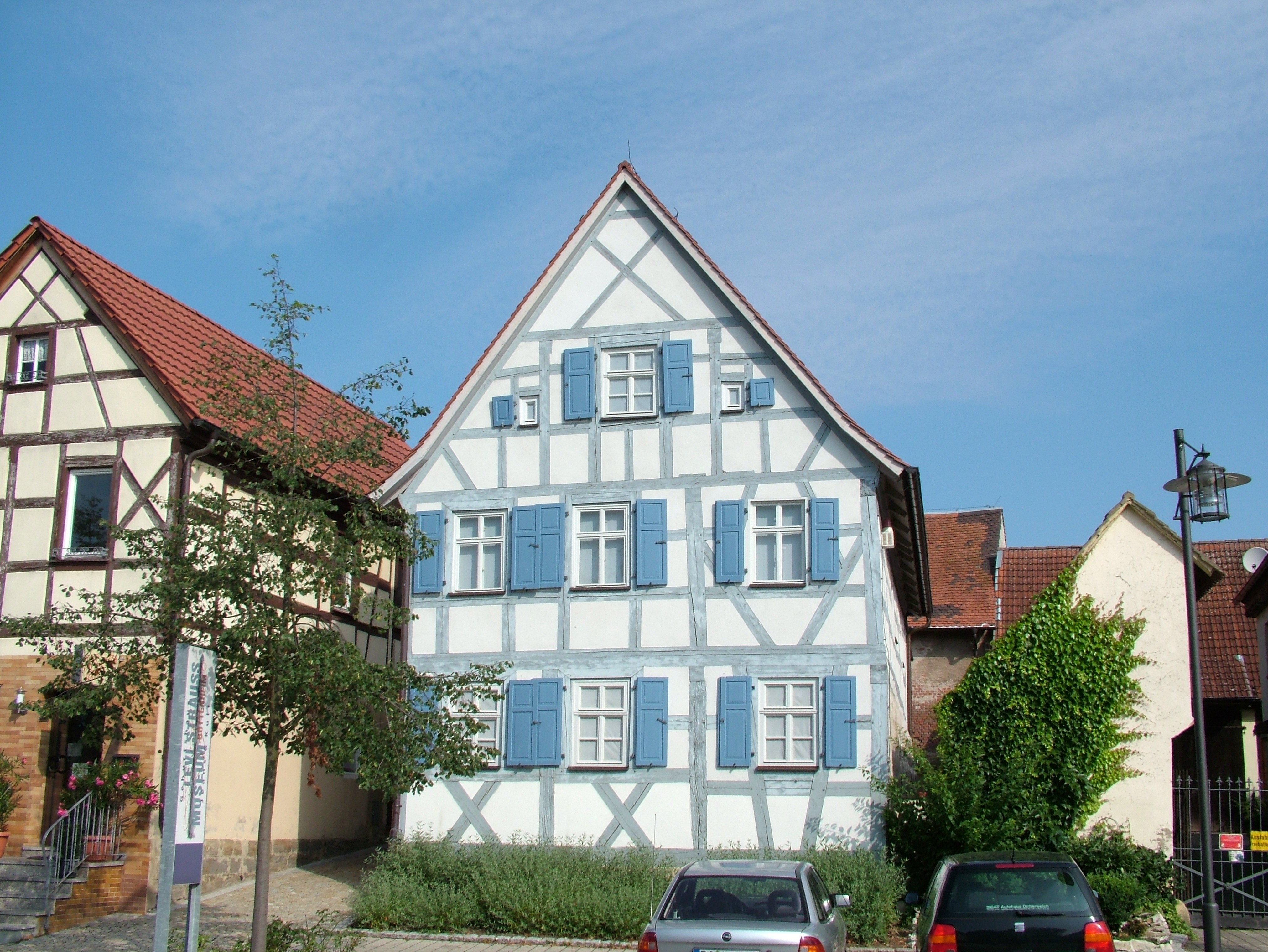
Dom Leviego Straussa